# Cernosvitoviella immota
Cernosvitoviella immota är en ringmaskart som först beskrevs av Knöllner 1935.  Cernosvitoviella immota ingår i släktet Cernosvitoviella och familjen småringmaskar. Arten är reproducerande i Sverige. Inga underarter finns listade i Catalogue of Life.